# 逆流!シラベルトラベル
『逆流!シラベルトラベル』（ぎゃくりゅう! - ）は、2010年4月19日から同年8月30日までテレビ東京系列で放送されたバラエティ番組。

## 概要
前番組『ザ・逆流リサーチャーズ』をリニューアル。海外から輸入されている原料の原産国を訪ねる。
しかし、視聴率は4%前後とリニューアル前よりも低迷。2010年8月30日の2時間スペシャルをもって打ち切られることとなった。なお、『TVチャンピオン夏休み特別編』など単発放送や、『やりすぎコージー』などのレギュラー放送の特番を幾度となく放送していたため、放送回数も12回と1クールのドラマの如く少なかった。

## 出演者
- おぎやはぎ
  - 小木博明
  - 矢作兼
- 関根勤
- 半田健人
- 優木まおみ

ナレーター
- 藤原啓治
- 亜城めぐ

シラベルトラベラー（リポーター）
- いけだてつや
- 南まりか
- ムーディ勝山
- 田代さやか
- 浜口順子
- カジ
- 今野美里

※上記は複数回登場した者

## ネット局
| 放送対象地域   | 放送局             | 系列           | 放送日時                 | 備考          |
| -------------- | ------------------ | -------------- | ------------------------ | ------------- |
| 関東広域圏     | テレビ東京         | テレビ東京系列 | 月曜 20時00分 - 20時54分 | 制作局        |
| 北海道         | テレビ北海道       | テレビ東京系列 | 月曜 20時00分 - 20時54分 | 同時ネット    |
| 愛知県         | テレビ愛知         | テレビ東京系列 | 月曜 20時00分 - 20時54分 | 同時ネット    |
| 大阪府         | テレビ大阪         | テレビ東京系列 | 月曜 20時00分 - 20時54分 | 同時ネット    |
| 岡山県・香川県 | テレビせとうち     | テレビ東京系列 | 月曜 20時00分 - 20時54分 | 同時ネット    |
| 福岡県         | TVQ九州放送        | テレビ東京系列 | 月曜 20時00分 - 20時54分 | 同時ネット    |
| 岐阜県         | 岐阜放送           | 独立UHF局      | 月曜 20時00分 - 20時54分 | 同時ネット    |
| 奈良県         | 奈良テレビ         | 独立UHF局      | 月曜 20時00分 - 20時54分 | 同時ネット    |
| 滋賀県         | びわ湖放送         | 独立UHF局      | 月曜 20時00分 - 20時54分 | 同時ネット    |
| 和歌山県       | テレビ和歌山       | 独立UHF局      | 月曜 20時00分 - 20時54分 | 同時ネット    |
| 岩手県         | 岩手めんこいテレビ | フジテレビ系列 | 土曜 16時30分 - 17時30分 |               |
| 山形県         | テレビユー山形     | TBS系列        | 金曜 15時00分 - 15時54分 |               |
| 福島県         | 福島放送           | テレビ朝日系列 | 日曜 16時25分 - 17時25分 |               |
| 新潟県         | 新潟総合テレビ     | フジテレビ系列 | 月曜 14時05分 - 15時00分 |               |
| 長野県         | 長野放送           | フジテレビ系列 | 土曜 12時00分 - 12時55分 | 26日遅れ      |
| 静岡県         | 静岡放送           | TBS系列        | 月曜 24時20分 - 25時20分 |               |
| 石川県         | 北陸放送           | TBS系列        | 不定期放送               |               |
| 鳥取県・島根県 | 山陰放送           | TBS系列        | 金曜 10時30分 - 11時25分 |               |
| 広島県         | 広島テレビ         | 日本テレビ系列 | 金曜 15時50分 - 16時49分 |               |
| 山口県         | 山口放送           | 日本テレビ系列 | 火曜 9時30分 - 10時25分  | 約2ヵ月半遅れ |
| 長崎県         | テレビ長崎         | フジテレビ系列 | 土曜 16時00分 - 16時54分 |               |
| 熊本県         | 熊本放送           | TBS系列        | 日曜 13時00分 - 13時54分 |               |
| 沖縄県         | 琉球放送           | TBS系列        | 火曜 15時55分 - 16時53分 |               |

## スタッフ
- 製作著作:テレビ東京